# Aproksymacja wielomianowa

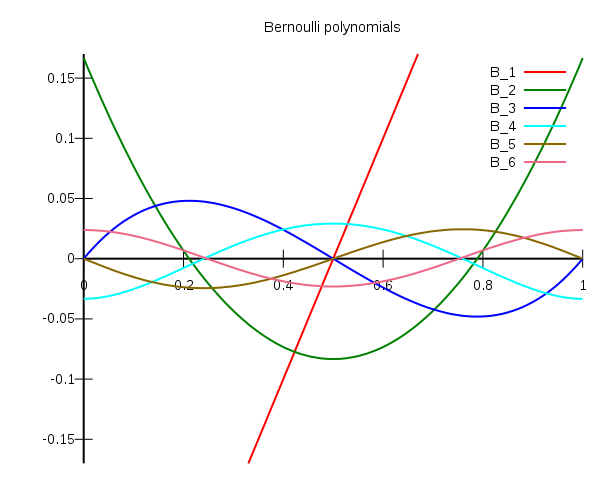
Przykładowe wielomiany różnych stopni

Aproksymacja wielomianowa – metoda aproksymacji polegająca na przybliżeniu funkcji za pomocą wielomianu.

## Sformułowanie problemu
Wiemy, że dla pewnego zbioru punktów {\displaystyle x_{0},x_{1},\dots ,x_{n}} funkcja przyjmuje wartości {\displaystyle y_{0},y_{1},\dots ,y_{n}.} Naszym celem jest znalezienie wielomianu w postaci:
{\displaystyle F(x)=a_{0}+a_{1}x+a_{2}x^{2}+\dots +a_{m}x^{m},}
{\displaystyle F(x)=\sum \limits _{i=0}^{m}a_{i}x^{i}}
takiego, aby przybliżenie funkcji w punktach {\displaystyle x_{0},x_{1},\dots ,x_{n}} było jak najlepsze. Funkcję oceny jakości wielomianu można zdefiniować w różny sposób, często stosowane kryteria to:
- maksymalna różnica {\displaystyle (|F(x)-y|)} powinna być jak najmniejsza (aproksymacja jednostajna),
- suma wartości bezwzględnych różnic powinna być jak najmniejsza,
- suma kwadratów różnic powinna być jak najmniejsza (aproksymacja średniokwadratowa).

## Aproksymacja wielomianowa średniokwadratowa
W aproksymacji średniokwadratowej wielomianowej funkcja błędu jest zdefiniowana następująco:
{\displaystyle H(a_{0},a_{1},\dots ,a_{m})=\sum \limits _{j=0}^{n}w(x_{j})(y_{j}-\sum \limits _{i=0}^{m}a_{i}x_{j}^{i})^{2}.}
Współczynnik {\displaystyle w(x_{j})} jest ustaloną funkcją wagową. Najczęściej przyjmuje się, że funkcja wagowa zawsze przyjmuje wartość 1 – wówczas możemy ten czynnik pominąć.
Funkcja ta osiąga minimum w punkcie, w którym pochodne cząstkowe względem współczynników {\displaystyle a_{0},a_{1},\dots ,a_{m}} są równe zero. W celu znalezienia tego minimum należy rozwiązać zatem układ równań:
{\displaystyle {\begin{matrix}{\frac {\partial H}{\partial a_{0}}}=0\\{\frac {\partial H}{\partial a_{1}}}=0\\\dots \\{\frac {\partial H}{\partial a_{m}}}=0\end{matrix}}}
Po przekształceniach układ ten można sprowadzić do postaci:
{\displaystyle {\begin{matrix}a_{0}(n+1)&+&a_{1}\sum \limits _{j=0}^{n}x_{j}&+&\dots &+&a_{m}\sum \limits _{j=0}^{n}x_{j}^{m}&=&\sum \limits _{j=0}^{n}y_{j}\\a_{0}\sum \limits _{j=0}^{n}x_{j}&+&a_{1}\sum \limits _{j=0}^{n}x_{j}^{2}&+&\dots &+&a_{m}\sum \limits _{j=0}^{n}x_{j}^{m+1}&=&\sum \limits _{j=0}^{n}y_{j}x_{j}\\\dots &&\dots &&\dots &&\dots &&\dots \\a_{0}\sum \limits _{j=0}^{n}x_{j}^{m}&+&a_{1}\sum \limits _{j=0}^{n}x_{j}^{m+1}&+&\dots &+&a_{m}\sum \limits _{j=0}^{n}x_{j}^{2m}&=&\sum \limits _{j=0}^{n}y_{j}x_{j}^{m}\end{matrix}}}
Układ ten można rozwiązać, stosując np. wzory Cramera lub metodę Gaussa-Seidla.

## Stopień wielomianu
Liczba współczynników wielomianu powinna być mniejsza od liczby punktów, które ma przybliżać funkcja {\displaystyle (m<n).} Dla {\displaystyle m=n} zawsze jest możliwe wyznaczenie wielomianu przechodzącego dokładnie przez podane punkty – wówczas problem sprowadza się do interpolacji wielomianowej.